# Radoszowice (przystanek kolejowy)
Radoszowice – nieistniejący już przystanek osobowy na zlikwidowanym w 1972 roku, odcinku linii kolejowej nr 329 Szydłów - Lipowa Śląska, w Radoszowicach, w województwie opolskim, w powiecie opolskim, w gminie Niemodlin, w Polsce.
| Radoszowice                                      |  |                                      |
| Linia nr 329 Szydłów - Lipowa Śląska (18,400 km) |  |                                      |
| Graczeodległość: 3,851 km                        |  | Osiek Grodkowski odległość: 2,900 km |